# La madre muerta
La madre muerta es una película española dirigida en 1993 por Juanma Bajo Ulloa, siendo el segundo largometraje del director. Fue el primer papel protagonista de Karra Elejalde, en una interpretación magistral de un asesino psicópata. También sobresale la interpretación de Ana Álvarez como una deficiente mental.

## Ficha artística
Actores principales:
- Karra Elejalde (Ismael López de Matauko)
- Ana Álvarez (Leire)
- Silvia Marsó (Blanca)
- Lio (Maite)
- Elena Irureta (directora)
- Ramón Barea (propietario Club Nocturno)
- Gregoria Mangas (Sra. MIllas)
- Marisol Saes (madre)
- Raquel Santamarta (Leire niña)
- José Sacristán (enfermero)

## Argumento
La película está rodada en Miranda de Ebro, Salvatierra y Vitoria. Ismael ha cometido varios asesinatos, pero uno de ellos fue presenciado por Leire, hija de una de las víctimas. A raíz de ello vive completamente obsesionado por la posibilidad de que la niña lo delate algún día. Veinte años después, para acabar con su incertidumbre, se le ocurre secuestrar a la chica para ver si todavía se acuerda del asesino de su madre...

## Palmarés cinematográfico

### Premios anuales
Medallas del Círculo de Escritores Cinematográficos de 1993
| Categoría    | Candidato         | Resultado |
| ------------ | ----------------- | --------- |
| Mejor música | Bingen Mendizábal | Ganador   |

### Festivales
1993:
- Festival de Cine de Montreal (Mejor Director)
- Festival Internacional de Cine de Estocolmo (Mejor Actriz: Ana Álvarez, Premio de la Crítica a la Mejor Película, Festival Internacional de Cine de Puerto Rico, Premio del Público, Premio de la Crítica Internacional a la Mejor Película, Goya en la 8.ª edición a los Mejores Efectos Especiales)

1994:
- Festival de Cartagena de Indias (Mejor Actriz: Ana Álvarez)
- Festival internacional del cine mediterráneo de Montpellier -en Francia- (Premio del Público: Mejor Película)
- Festival Internacional de Cine Van-Vlaanderen en Gante -Bélgica- (Premio del Gobierno Flamenco a la Distribución)
- Bandeira Paulista en la Mostra de Cine de Sao Paulo -Brasil- (Mejor Película)

1995:
- Festival Internacional de Cine Fantástico Fantasporto -Portugal- (Mejor Director: Juanma Bajo Ulloa, Mejor Actor: Karra Elejalde, Premio del Público a la Mejor Película)
- Festival du Film d'Action et d'Aventure de Valenciennes -Francia- (Gran Premio Lino Ventura a la Mejor Película)
- International Thriller Film Festival of Cognac -Francia- (Mención Especial del Jurado a la Mejor Actriz: Ana Álvarez XIII)

1996:
- Festival Internacional de Cine, Aubagne -Francia- (Premio al Mejor Actor: Karra Elejalde, Premio del Jurado a la Mejor Película)

1997:
- MedFilm Festival Laboratorio -Italia- (Premio Amore e Psyche)